# Список умерших в 808 году

## Дата смерти неизвестна или требует уточнения
- Аббас ибн аль-Ахнаф, арабский аббасидский поэт-лирик нового направления, отказавшегося от канонизированных норм доисламской поэзии.
- Аль-Фадль ибн Яхья, Бармакид, сын визиря Яхьи, внук визиря Халида, молочный брат халифа Харуну ар-Рашиду (786—809).
- Годлиб, один из удельных князей Союза ободритов.
- Каделл ап Брохвайл, король Поуиса (773—808).
- Кюлюг-Бильге-хан, каган Уйгурского каганата (805—808).
- Финснехта Четырёхглазый, король Лейнстера (795—805 и 806—808).
- Элипанд, архиепископ Толедо (783—808); один из основоположников адопцианской ереси, известной как испанский адопционизм.
- Эльфволд II, король Нортумбрии (806—808).